# En hjältes liv
En hjältes liv (engelska: The Story of Dr. Wassell) är en amerikansk dramafilm i Technicolor från 1944 i regi av Cecil B. DeMille. Filmen är baserad på James Hiltons bok Historien om doktor Wassell. I huvudrollerna ses Gary Cooper, Laraine Day, Signe Hasso och Dennis O'Keefe.

## Rollista i urval
- Gary Cooper - doktor Corydon M. Wassell
- Laraine Day - Madeleine
- Signe Hasso - Bettina
- Dennis O'Keefe - Benjamin 'Hoppy' Hopkins
- Carol Thurston - Tremartini
- Carl Esmond - Lt. Dirk Van Daal
- Paul Kelly - Murdock
- Elliott Reid - William 'Andy' Anderson
- Stanley Ridges - Cmdr. William B. 'Bill' Goggins
- Renny McEvoy - Johnny Leeweather
- Oliver Thorndike - Alabam
- Philip Ahn - Ping
- Barbara Britton - Ruth
- Cecil B. DeMille - berättare